# VEF 206

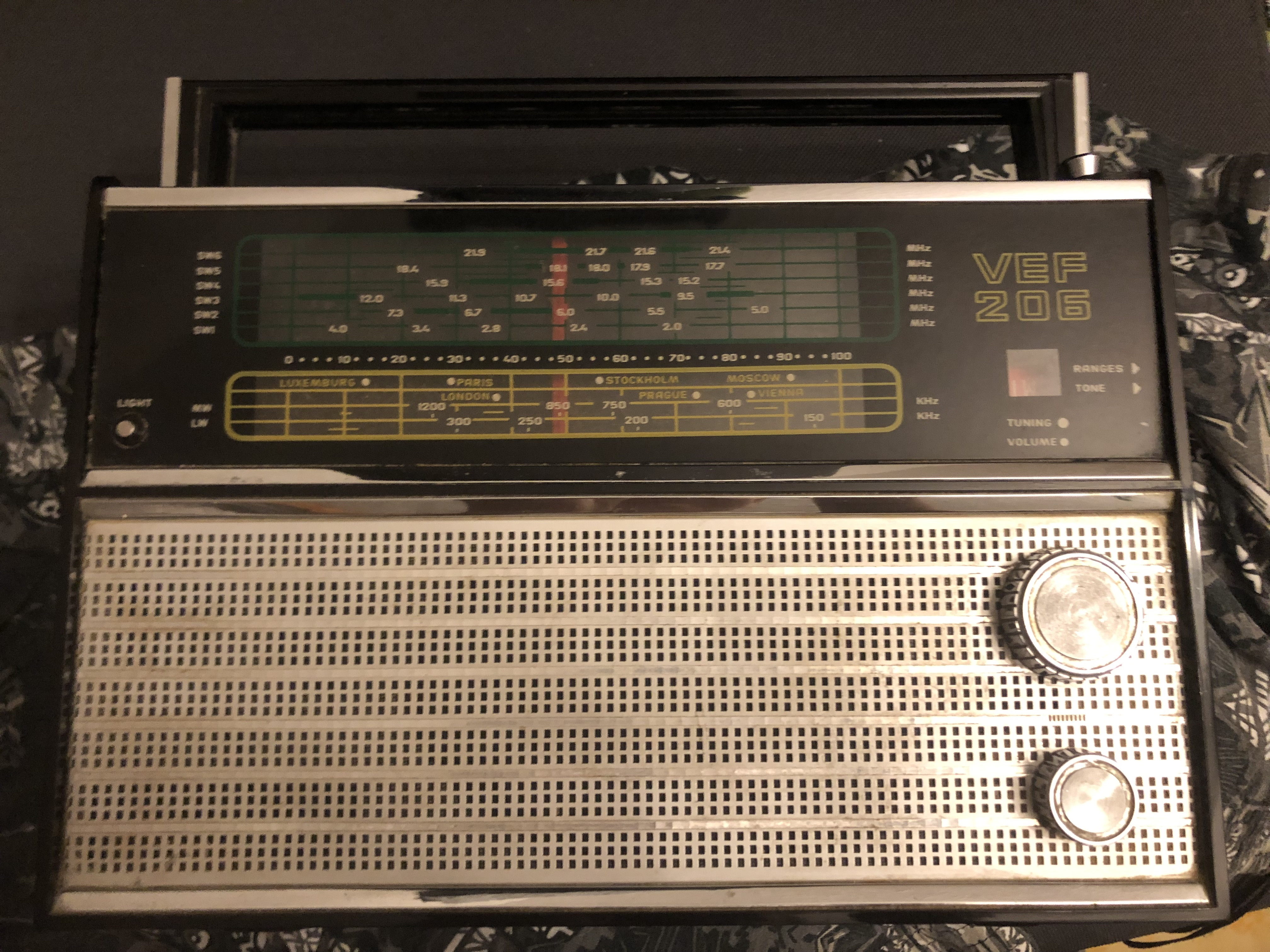
novější vzhled přijímače VEF 206

VEF 206 je osmipásmový (DV, SV, KV1, KV2, KV3, KV4, KV5, KV6) desetitranzistorový AM radiopřijímač vyráběný firmou Tento v Sovětském Svazu. Vychází z předešlých verzí VEF 202, 204. Přijímač lze napájet z 9V zdroje nebo šesti velkých 1.5V baterií. Do přijímače lze zapojit externí anténu, zemnění, sluchátka (2,5 mm jack, u jiných zařízení se většinou používá 3,5mm) a pětikolík (magnetofon). Vestavěná anténa na krátké vlny je zhruba 78 cm vysoká. Byly vyráběny dva typy stupnic psanými latinkou a jedna verze psaná azbukou. Rozměry přijímače jsou: 18.1, 27.2, 9.6 cm

## Pásma
| Pásmo | Nejnižší frekvence | Nejvyšší frekvence | Jednotka |
| ----- | ------------------ | ------------------ | -------- |
| DV    | 150                | 408                | kHz      |
| SV    | 525                | 1605               | kHz      |
| KV1   | 1.6                | 4.0                | MHz      |
| KV2   | 5.0                | 7.5                | MHz      |
| KV3   | 9.3                | 12.1               | MHz      |
| KV4   | 15.1               | 15.45              | MHz      |
| KV5   | 17.7               | 17.9               | MHz      |
| KV6   | 21.45              | 21.75              | MHz      |